# Verbleking van koraal
Verbleking van koraal slaat op het kleurverlies van steenkoraal, als gevolg van het verlies aan symbiotische eencellige algen.

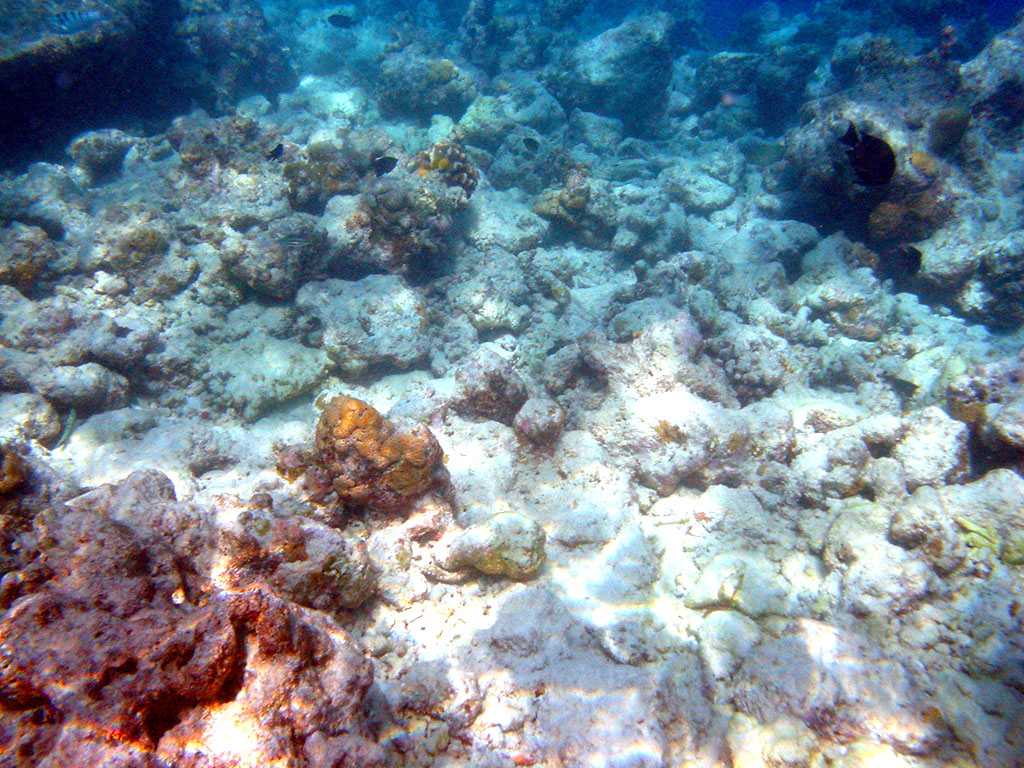
Verbleekt koraal

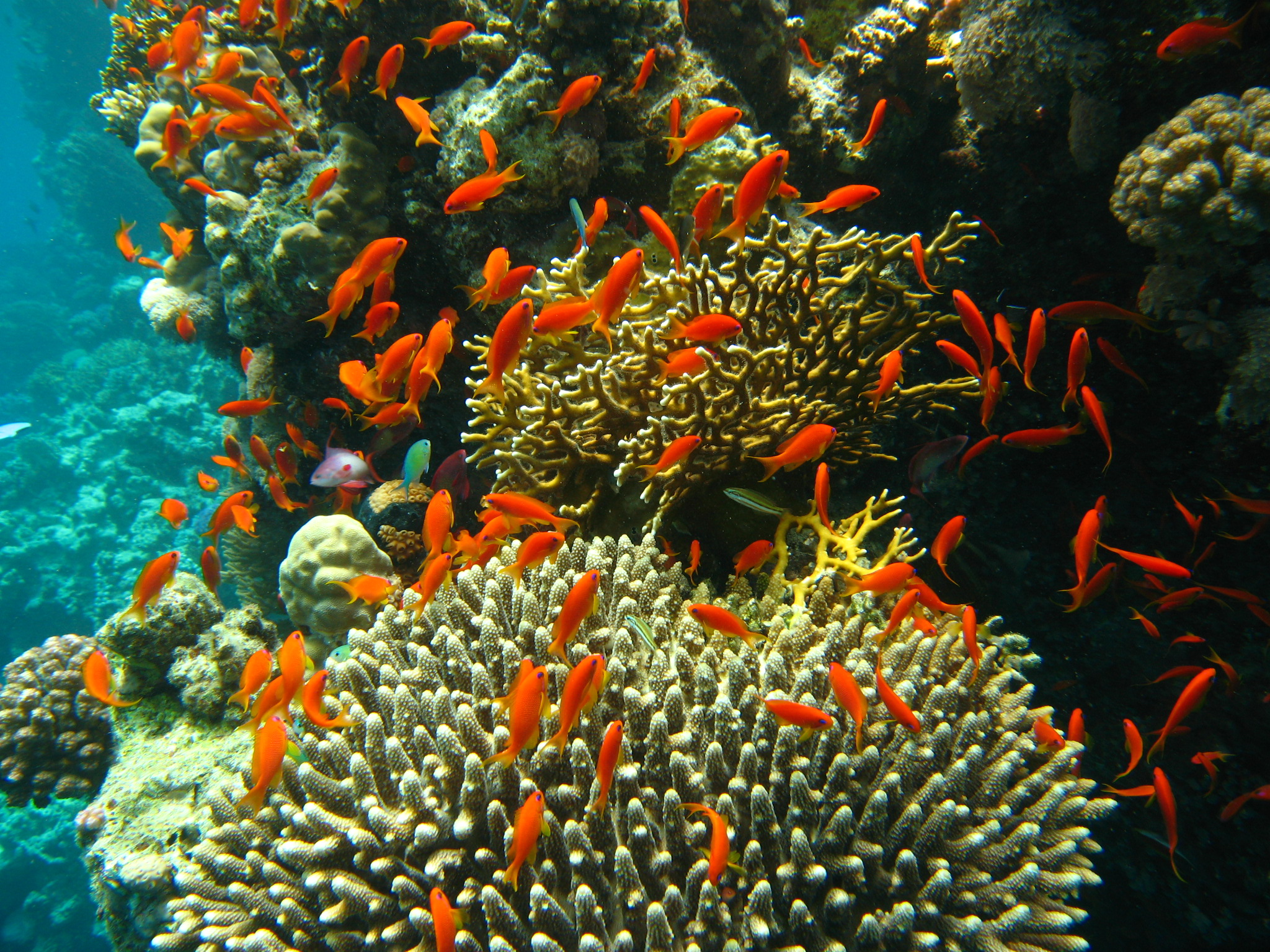
Gezond koraal

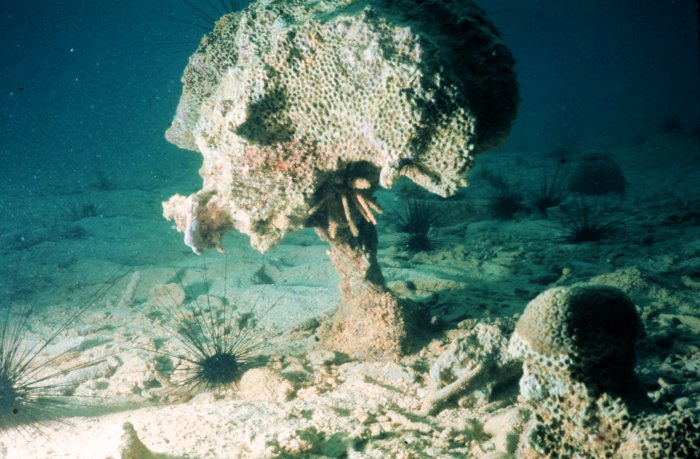
Dood steenkoraal

## Algemeen
Steenkoralen maken deel uit van de koraalriffen van tropische oceanen. Zij vormen een symbiose met zoöxanthellae. Dit zijn eencellige algen die werken volgens het proces van fotosynthese. Door dit proces worden bepaalde voedingsstoffen geproduceerd die de koraalkolonies in leven houden. Bij bepaalde vormen van stress op het ecosysteem worden de zoöxanthellae afgestoten, wat leidt tot een kleurverlies, of verbleking, van de steenkoralen. Als de stress lang voortduurt, kan de kolonie zich niet meer herstellen, wat leidt tot afsterven van de kolonie. Het Groot Barrièrerif langs de noordoostkust van Australië onderging in 1998 en 2002 twee perioden van massale verbleking van koraal. Hierbij herstelden de meeste rifgebieden zich vrij goed, maar bleek de sterfte van koraal op andere locaties meer dan 90% te bedragen.

## Oorzaken
Het proces kan diverse oorzaken hebben, zoals:
- Toename of afname van de watertemperatuur. Verwarming wordt vaak in verband gebracht met de opwarming van de aarde[2]
- Versterkte zonnestraling (fotosynthetische actieve straling, en licht in de ultraviolet band)[3]
- Chemische invloeden, zoals verzuring der oceanen.[4][5]
- Veranderingen in het sediment, als gevolg verslibbing van de zeebodem.
- Pathogene infecties (invloed van schadelijk bacteriën)
- Veranderingen in de zoutgehalte van het zeewater.

## Metingen
Sommige van deze invloeden zijn door mensen veroorzaakt, andere hebben een meer natuurlijke oorzaak. Het Amerikaanse instituut NOAA (National Oceanic and Athmosperic Administration) volgt met behulp van een speciale satelliet de gebieden in de oceanen die een hogere kans hebben op verbleking van koraal. Dit zijn gebieden waar de oppervlaktetemperatuur van het zeewater meer dan 1 graad Celsius stijgt boven het maandelijks gemiddelde. Volgens sommigen heeft dit systeem ook de massale verbleking van koraal die in 1998 plaatsvond, ontdekt. Vooral een hoge oppervlaktetemperatuur van het zeewater in combinatie met versterkte zonnestraling wordt gezien als de voornaamste oorzaak van verbleking van het koraal in de zomermaanden.

## Resistentie
Als de verbleking eenmaal is begonnen zet het proces door, zelfs als de stressor (schadelijke oorzaak) is verdwenen. Als een koraalkolonie dit proces overleeft, kan het maanden duren voordat de kolonie haar normale omvang weer heeft bereikt. Na verbleking kunnen bepaalde koraalkolonies opnieuw bevolkt worden door dezelfde soort zooxanthellae, of door een andere soort. Sommige soorten zoöxanthellae blijken beter opgewassen te zijn tegen invloeden als zeewateropwarming dan andere. Ook zijn bepaalde koraalsoorten beter bestand tegen extreme temperatuurschommelingen dan andere. Zo is Porites lobata veel beter bestand tegen deze invloeden, dan een meer fragiele soort als Acropora. Ook is gebleken dat kolonies die langdurig zijn blootgesteld aan milde vormen van ecologische stress minder gevoelig zijn voor verbleking. In recent onderzoek is ten slotte ontdekt dat de soort Acropora millepora meerdere soorten van het algengeslacht Symbiondinum bij zich draagt. Als de ene soort een hittegolf niet overleeft, neemt de meer resistente soort zijn plaats in.